# لوثار توماس
لوثار توماس (بالألمانية: Lothar Thoms) (مواليد 18 مايو 1956 في غوبن، براندنبورغ، ألمانيا - 5 نوفمبر 2017)، هو دراج ألماني سابق. سبق أن شارك في دورة الألعاب الأولمبية الصيفية وفاز بميدالية أولمبية.

## الميداليات
| الميدالية | المسابقة                       |
| --------- | ------------------------------ |
| ذهبية     | الألعاب الأولمبية الصيفية 1980 |

## روابط خارجية
- لوثار توماس على موقع أرشيف الدراجات (الإنجليزية)
- لوثار توماس على موقع CycleBase (الإنجليزية)
- لوثار توماس على موقع اللجنة الأولمبية الدولية (الإنجليزية)
- لوثار توماس على موقع أوليمبيديا (الإنجليزية)